# Tony Anselmo
Tony Anselmo (18 de fevereiro de 1960) é um dublador de desenho animado e animador americano Desde 1985, ele é a voz atual de Pato Donald.

## Dublagens
- D-TV Valentine
- Down and Out with Donald Duck
- DuckTales
- Totally Minnie
- Mickey's 60th Birthday
- Walt Disney's Wonderful World of Color
- Who Framed Roger Rabbit
- O Príncipe e o Mendigo
- Disney Sing-Along Songs: Disneyland Fun
- The Great Mouse Detective
- Bonkers
- Mickey's Fun Songs
- Gargoyles
- Quack Pack
- The Spirit of Mickey
- Mickey Mouse Works
- Mickey's Once Upon a Christmas
- Fantasia 2000
- House of Mouse
- Mickey's Magical Christmas: Snowed in at the House of Mouse
- Mickey's House of Villains
- The Lion King 1½
- Mickey, Donald, Goofy: The Three Musketeers
- Mickey's Twice Upon a Christmas
- Mickey Mouse Clubhouse
- Phineas e Ferb
- Minnie's Bow-Toons
- Wheel of Fortune: Making Disney Memories Week
- Mickey Mouse